# Задача о стопке кирпичей

Сдвиги девяти блоков «наклонной башни лир»

Задача о стопке кирпичей — задача статики, заключающаяся в укладке прямоугольных блоков в башню, как можно дальше выдающуюся в сторону.

## Формулировка
Проблема формулируется так:

Поставить друг на друга {\displaystyle N} одинаковых твёрдых прямоугольных параллелепипедов, собрав устойчивую башню на краю стола таким образом, чтобы выступ за край был максимален.

## История

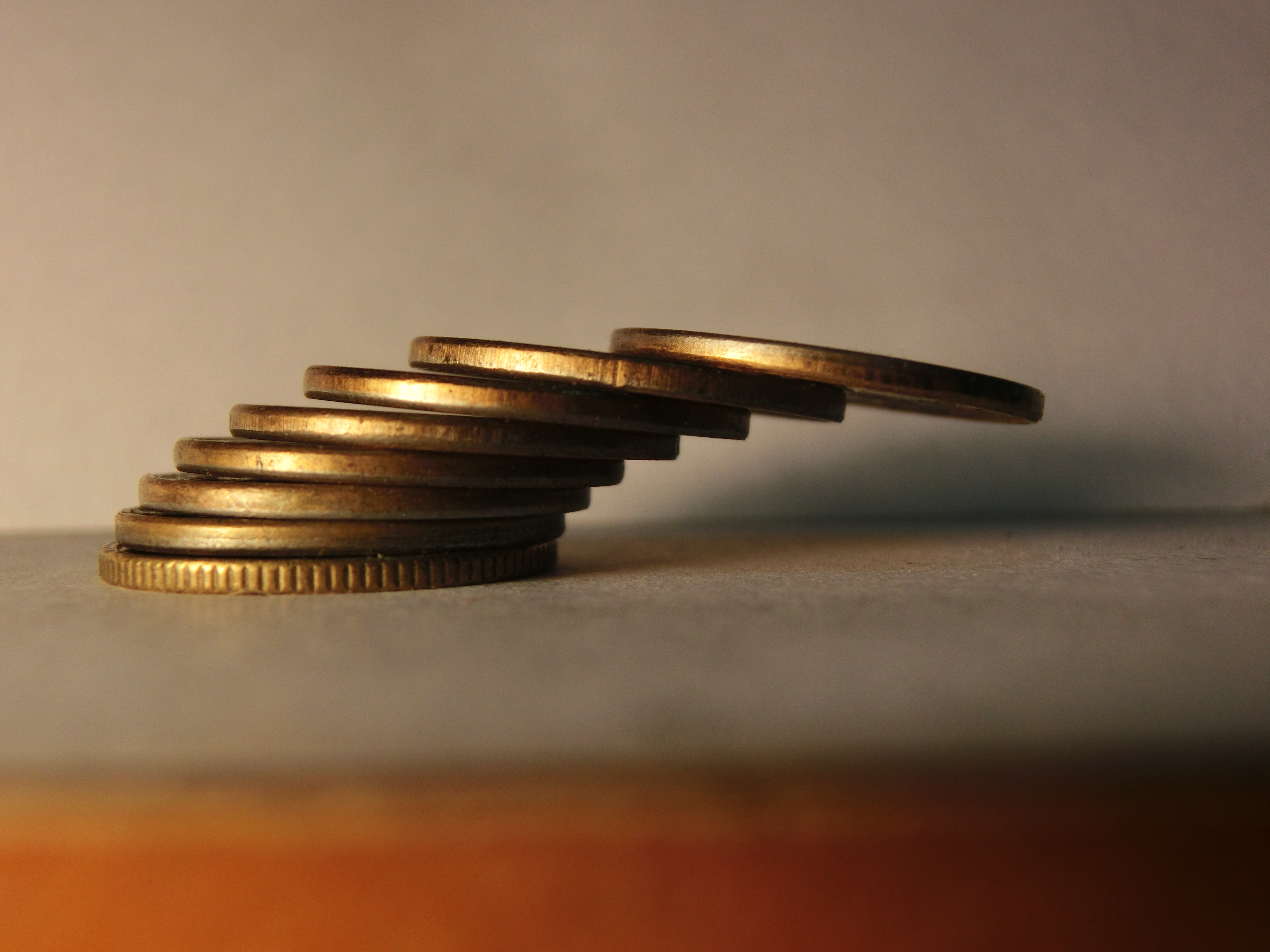
Стопка монет: верхняя монета находится над областью, полностью находящейся вне самой низкой монеты

Задача о стопке кирпичей имеет долгую историю как в механике, так и в математике. В своих статьях Майк Патерсон (англ. Mike Paterson) и его соавторы приводят длинный список ссылок на эту задачу, о которой говорится в работах по механике, относящихся к середине девятнадцатого века.

## Решения

### С только одним блоком на каждом уровне
В идеальном случае с только одним идеально прямоугольным блоком на каждом уровне свес равен {\displaystyle \sum _{i=1}^{N}{\frac {1}{2i}}} ширины блока. Эта сумма составляет половину частичной суммы гармонического ряда. Поскольку гармонический ряд расходится, максимальный свес стремится к бесконечности с ростом {\displaystyle N}, т.е. можно достичь любого сколь угодно большого свеса при достаточном количестве блоков. В каждом конкретном случае максимальный свес приблизительно равен {\displaystyle {\frac {1}{2}}\ln N}, т.е. пропорционален натуральному логарифму числа блоков.
| N  | Максимальный свес | Максимальный свес | Максимальный свес | Максимальный свес    |
| N  | дробь             | дробь             | десятичная запись | относительный размер |
| -- | ----------------- | ----------------- | ----------------- | -------------------- |
| 1  | 1                 | /2                | 0,5               | 0.5                  |
| 2  | 3                 | /4                | 0,75              | 0.75                 |
| 3  | 11                | /12               | ~0,91667          | 0.91667              |
| 4  | 25                | /24               | ~1,04167          | 1.04167              |
| 5  | 137               | /120              | ~1,14167          | 1.14167              |
| 6  | 49                | /40               | 1,225             | 1.225                |
| 7  | 363               | /280              | ~1,29643          | 1.29643              |
| 8  | 761               | /560              | ~1,35893          | 1.35893              |
| 9  | 7 129             | /5 040            | ~1,41448          | 1.41448              |
| 10 | 7 381             | /5 040            | ~1,46448          | 1.46448              |

| N  | Максимальный свес | Максимальный свес | Максимальный свес | Максимальный свес    |
| N  | дробь             | дробь             | десятичная запись | относительный размер |
| -- | ----------------- | ----------------- | ----------------- | -------------------- |
| 11 | 83 711            | /55 440           | ~1,50994          | 1.50994              |
| 12 | 86 021            | /55 440           | ~1,55161          | 1.55161              |
| 13 | 1 145 993         | /720 720          | ~1,59007          | 1.59007              |
| 14 | 1 171 733         | /720 720          | ~1,62578          | 1.62578              |
| 15 | 1 195 757         | /720 720          | ~1,65911          | 1.65911              |
| 16 | 2 436 559         | /1 441 440        | ~1,69036          | 1.69036              |
| 17 | 42 142 223        | /24 504 480       | ~1,71978          | 1.71978              |
| 18 | 14 274 301        | /8 168 160        | ~1,74755          | 1.74755              |
| 19 | 275 295 799       | /155 195 040      | ~1,77387          | 1.77387              |
| 20 | 55 835 135        | /31 039 008       | ~1,79887          | 1.79887              |

| N  | Максимальный свес | Максимальный свес  | Максимальный свес | Максимальный свес    |
| N  | дробь             | дробь              | десятичная запись | относительный размер |
| -- | ----------------- | ------------------ | ----------------- | -------------------- |
| 21 | 18 858 053        | /10 346 336        | ~1,82268          | 1.82268              |
| 22 | 19 093 197        | /10 346 336        | ~1,84541          | 1.84541              |
| 23 | 444 316 699       | /237 965 728       | ~1,86715          | 1.86715              |
| 24 | 1 347 822 955     | /713 897 184       | ~1,88798          | 1.88798              |
| 25 | 34 052 522 467    | /17 847 429 600    | ~1,90798          | 1.90798              |
| 26 | 34 395 742 267    | /17 847 429 600    | ~1,92721          | 1.92721              |
| 27 | 312 536 252 003   | /160 626 866 400   | ~1,94573          | 1.94573              |
| 28 | 315 404 588 903   | /160 626 866 400   | ~1,96359          | 1.96359              |
| 29 | 9 227 046 511 387 | /4 658 179 125 600 | ~1,98083          | 1.98083              |
| 30 | 9 304 682 830 147 | /4 658 179 125 600 | ~1,99749          | 1.99749              |

### С несколькими блоками на любом из уровней

Сравнение решений задачи с тремя блоками с одним (сверху) и несколькими (снизу) блоками на уровне

Дополнительные блоки на уровне могут использоваться как противовес и давать бо́льшие свесы, чем вариант с одним блоком на уровне. Даже для трех блоков укладка двух уравновешенных блоков поверх другого блока может дать свес в один блок, в то время как в простом идеальном случае — не более {\displaystyle {\frac {11}{12}}}. В 2007 году Майк Патерсон с соавторами показали, что максимальный свес, который может быть достигнут с помощью нескольких блоков на уровне, асимптотически равен {\displaystyle c{\sqrt[{3}]{N}}}, то есть пропорционален кубическому корню из числа блоков, в отличие от простого случая, когда свес пропорционален логарифму количества блоков.